# Дуглас Гайд
Дуглас Гайд (ірл. Dúbhglás de hÍde, англ. Douglas Hyde; 17 січня 1860 — 12 липня 1949) — ірландський письменник, літературознавець та громадський діяч. Активний учасник руху за національне відродження кельтів. Видавець пам'яток ірландської літератури, автор драм. Перший президент Ірландії (1938—1945).